# Bernhard Rottmann
Bernhard Rottmann of Bernd Rothmann (Stadtlohn (bij Enschede en Münster), 1495 - plaats van overlijden onbekend, ca. 1535) was de hoofdpredikant van de  Wederdopers in Münster. Hij was hun intellectuele voorman en gangmaker. Rottmann was met Heinrich Krechting de enige leider die na de bestorming van de stad door de katholieke bisschop Frans van Waldeck wist te ontkomen.

## Leven
Rothmann bekleedde eerst het ambt van predikant in de St. Mauritskerk, later aan de St. Lambertikerk in Münster. 
In 1534 publiceerde hij een verhandeling met de titel Bekentones des globens und lebens der gemein Christe zu Monster. Deze raakt wijdverbreid. De secretaris van de hertog van Braunschweig - Lüneburg, Wichmann (Wichmannus Bramescanus) zag zich genoodzaakt hiertegen in het verweer te komen en publiceerde zijn  Widerlegung der Münsterischen newen Valentinianer und Donatisten bekanntnis. Hij was beducht voor een verdere versterking van het Wederdoperdom in de regio.

## Werk (selectie)
- Bekenntniss von beyden Sacramenten, Doepe vnde Nachtmaele, Der Praedicanten tho Munster – Bekentenis van beide sacramenten, doop en avondmaal, van de predikanten te Münster (1533)
- Eyne Restitution edder eine Wedderstellinge rechter vnnide gesunder christliker Leer, Gelouens nnde Leuens vth Gades Genaden durch de Gemeinte Christi tho Munster an den Dach gegeuenn – Een restitutie ofwel herstel van de rechte en gezonde christelijke leer, geloof en leven uit Gods genade, door de gemeente van Christus te Münster, per dag gegeven. Vlugschriften.(1534)
- Eyn gantz troestlick Bericht van der Wrake vnde Straffe des babilonischen Gruwels, an alle waren Israeliten vnd Bundtgenoten Christi, hir vnde dar vorstroyet, durch die Gemeinte Christi tho Munster – Een gans troostrijk bericht van de wraak en straf van het Babylonische gruwel, aan alle ware Israëlieten en bondgenoten van Christus, hier en daar verstrooid, door de gemeente van Christus te Münster. (1534)
- Van erdesscher unnde tytliker Gewalt, Bericht gothlyker Schryfft – Van aardse en tijdelijke macht, bericht van goddelijke schrift. (1535)

- Biografisch Portaal: 23384709
- Gemeinsame Normdatei: 104091061
- International Standard Name Identifier: 0000 0001 1438 0743
- Library of Congress Control Number: no93034582
- Nationale Bibliotheek van Tsjechië: xx0003982
- Nationale Bibliotheek van Israël: 987007292894405171
- Nederlandse Thesaurus van Auteursnamen: 069022089
- LIBRIS: 341752
- Système universitaire de documentation: 224197444
- Virtual International Authority File: 12733471
- WorldCat: E39PBJrGvB7B6bjVRQRMhCRxjC